# Angrebet på MNF i Beirut 1983
Angrebet på MNF i Beirut 1983, som fandt sted den 23. oktober 1983, var en af de mest markante hændelser under den libanesiske borgerkrig. To lastbils-selvmordsbomber ramte forskellige bygninger i Beirut, som husede amerikanske og franske deltagere i Den multinationale styrke i Libanon (Engelsk: Multinational Force in Lebanon (MNF)), hvor de dræbte hundreder af soldater, hvoraf de fleste amerikanske marineinfanterister. Sprængningerne førte til tilbagetrækningen af den internationale fredstyrke fra Libanon, hvor den havde været udstationeret siden den israelske invasion af Libanon i 1982. Organisationen Islamisk Jihad tog ansvaret for bombningen.

## Bombningen
Kl. ca. 6:20 kørte en gul Mercedes-Benz lastbil til Beirut International Airport, hvor 1st Batalion 8th Marines af U.S. 2nd Marine Division fra det amerikanske marinekorps havde opslået sit hovedkvarter. Lastbilen kørte ind ad indkørslen til marinekorpsets område og cirklede rundt på en parkeringsplads. Føreren accelererede så og bragede gennem pigtrådshegnet rundt om parkeringspladsen, passerede mellem to vagtposter og fortsatte ind i lobbyen på marinehovedkvarteret. Vagtposterne ved porten opererede under forholdsregler, som gjorde det meget svært at reagere hurtigt på lastbilen. Da vagtposterne havde fået ladt, afsikret og ført geværet op til skulderen, var lastbilen allerede inde i bygningens hovedindgang.
Selvmordsbomberen detonerede sine sprængstoffer, der havde en sprængstyrke svarende til 5400 kg Trinitrotoluene (TNT). Kraften fra eksplosionen forvandlede firetagersbygningen af letklinkerblokke til ruiner, mens den dræbte mange indenfor. Eksplosionen blev beskrevet af en amerikansk distriktdommer fra USA's forbundsdomstol som den største ikke-nukleare eksplosion nogensinde detoneret på jordens overflade, selv om denne påstand sikkert er overdrevet – i 1945 blev 100 tons TNT detoneret i en kontrolleret eksplosion nær Alamogordo i New Mexico som en mini-test forud for detonationen af den første atombombe. Som Eric Hammel skriver i sin beskrivelse af marinekorpsets ophold i Libanon: "Kraften fra eksplosionen løftede først hele firetagersbygningen op, så den kom fri af de betonstøttesøjler, som den hvilede på, hver med en omkreds på 5 meter og forstærket med mængder af 1¾ tommer stålstænger. Den i luften svævende bygning faldt derpå ind i sig selv. En kæmpe chokbølge og en ildkugle af brændende gas blev hvirvlet i alle retninger." Eksplosionen kom fra en gasforstærket bombe, antagelig bestående af flaskegas i form af propan, butan eller acetone, placeret i umiddelbar nærhed af et konventionelt sprængstof, såsom primacord, som alle er nemme at skaffe i detailhandelen. På trods af at hver enkelt del er ret harmløs, kan en gasforstærket bombe være meget dødbringende. Disse bomber er i deres virkemåde magen til benzinlufts- eller termobariske våben, hvilket forklarer den enorme eksplosion og ødelæggelse. Tragedien i Beirut-forlægningen fik den amerikanske regering til, i erkendelse af at terroristorganisationer råder over våben med potentiel enorm kraft, som kan transporteres med en almindelig lastbil eller varevogn, at placere beskyttelsesbarrierer omkring vigtige regeringsorganer overalt i USA.
Cirka 2 minutter efter fandt et tilsvarende angreb sted ved den franske forlægning, La 3ème Compagnie, 1er Régiment de Chasseurs Parachutistes (3. kompagni af 1. Faldskærmsregiment) 6 km væk i Ramlet al Baida-området i det vestlige Beirut. En selvmordsbombemand havde kørt sin lastbil ind i Drakkar-bygningens underjordiske parkeringskælder og jævnede otteetagersbygningen med jorden med 58 dræbte franske soldater som resultat. Mange af soldaterne havde samlet sig på altanerne øjeblikket før, for at se hvad der skete ved lufthavnen.

## Dødstal
Redningsaktionen fortsatte i dagevis. Selvom redningsfolkene undertiden blev hindret i deres arbejde af snigskytter, blev nogle overlevende ofre trukket fri fra ruinerne og fløjet til RAF- hospitalet på Cypern eller til amerikanske og tyske hospitaler i Vesttyskland
I angrebet på den amerikanske forlægning døde 241 amerikanske soldater: 220 fra marinekorpset, 18 fra flåden og 3 fra hæren. 60 amerikanere blev såret. I angrebet på den franske forlægning døde 58 faldskærmssoldater, og 15 blev såret, og der var således tale om det største enkelttab for Frankrig siden Algierkrigen
Yderligere blev en ældre libanesisk vicevært for marinebygningen dræbt i den første eksplosion. Konen og fire børn til en pedel i den franske bygning blev også dræbt.
Dette var det største tabstal for det amerikanske marinekorps på en enkelt dag siden slaget om Iwo Jima (2.500 på en dag) under 2. verdenskrig og det største tabstal på en enkelt dag for USA, siden 243 blev dræbt den 31. januar 1968 — den første dag under Tet-offensiven i Vietnamkrigen. Sidstnævnte er fortsat det største oversøiske amerikanske tabstal på en enkelt dag siden 2. verdenskrig.

## Svar
Den amerikanske præsident Ronald Reagan kaldte angrebet en "modbydelig handling" og gjorde gældende, at USA ville beholde en militær styrke i Libanon. Forsvarsminister Caspar Weinberger, som privat havde frarådet regeringen nogensinde at stationere amerikanske marineinfanterister i Libanon, sagde, at der ikke ville ske nogen ændring i USA's Libanon-politik. Den 24. oktober besøgte den franske præsident François Mitterrand stedet for bombningen. Det var ikke et officielt besøg, og han blev kun få timer, men han sagde dog: "Vi bliver". USA's vicepræsident George Bush beså marine-bombestedet den 26. oktober og sagde, at USA "vil ikke lade sig kujonere af terrorister".
Som gengæld for angrebene iværksatte Frankrig et luftangreb i Bekaadalen mod stillinger angiveligt hørende til Den Iranske Revolutions Gardister. Præsident Reagan samlede sit Nationale Sikkerhedsråd og planlagde et angreb på Sheik Abdullah-barakkerne i Baalbek, Libanon, som husede den iranske revolutionsgarde, som formodedes at træne Hizbollah-krigere. Forsvarsminister Weinberger havde dog held til at afværge aktionen, fordi han ikke var sikker på, at Iran var ansvarlig for angrebene.
Ud over nogle få granatbeskydninger blev der ikke foretaget nogen alvorlig gengældelse for Beirut-bombningen fra amerikanernes side. I december 1983 angreb amerikanske fly syriske mål i Libanon, men det var som svar på syriske missilangreb mod fly, ikke på bombningen mod marineforlægningen. I mellemtiden gav angrebet Hizbollah en større tilslutning. Hizbollah nægtede medvirken i angrebene, men blev alligevel af libaneserne anset for at være involveret, eftersom det priste de "2 martyrmujahedinere", som "havde tilføjet USA regeringen det største nederlag siden Vietnam". Hizbollah blev nu af mange anset for at være "spydspidsen i den hellige muslimske kamp mod udenlandsk besættelse."
Amal-militsens leder, Nabih Berri, som tidligere havde støttet de amerikanske mæglingsbestræbelser, bad USA og Frankrig om at forlade Libanon og beskyldte dem for at være ude på at forårsage "massakrer" mod libanesere og at skabe et "klima af racisme" rettet mod shiaer. Islamic Jihad indtelefonerede nye trusler mod MNF, hvor de svor at "jorden ville ryste" med mindre MNF trak sig tilbage inden Nytårsdag 1984.
Marineinfanteristerne blev flyttet om bord på skibe, hvor de ikke kunne rammes. Den 2. februar 1984 beordrede præsident Reagan marinekorpset til at begynde tilbagetrækningen fra Libanon. Denne var afsluttet den 26. februar, fire måneder efter bombningen af marineforlægningen. Resten af den multinationale styrke blev trukket ud i løbet af april.